# 普代村営バス

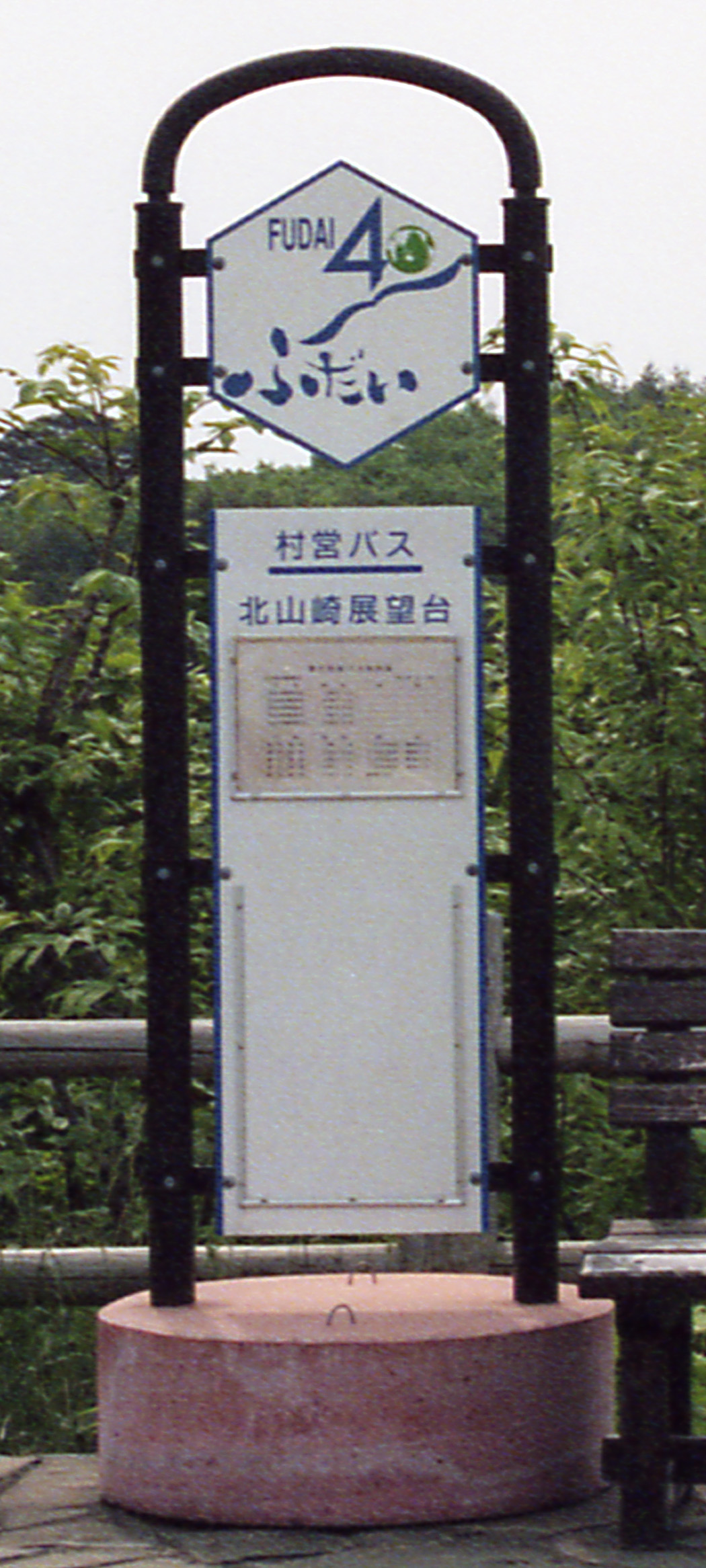
普代村営バスのバス停（1998年当時）

普代村営バス（ふだいそんえいバス）とは、岩手県下閉伊郡普代村（一部、田野畑村にも乗り入れ）が運行する自治体バスである。
一部の区間は、かつて存在したJRバス東北：陸中海岸線の一部を走行する。

## 路線

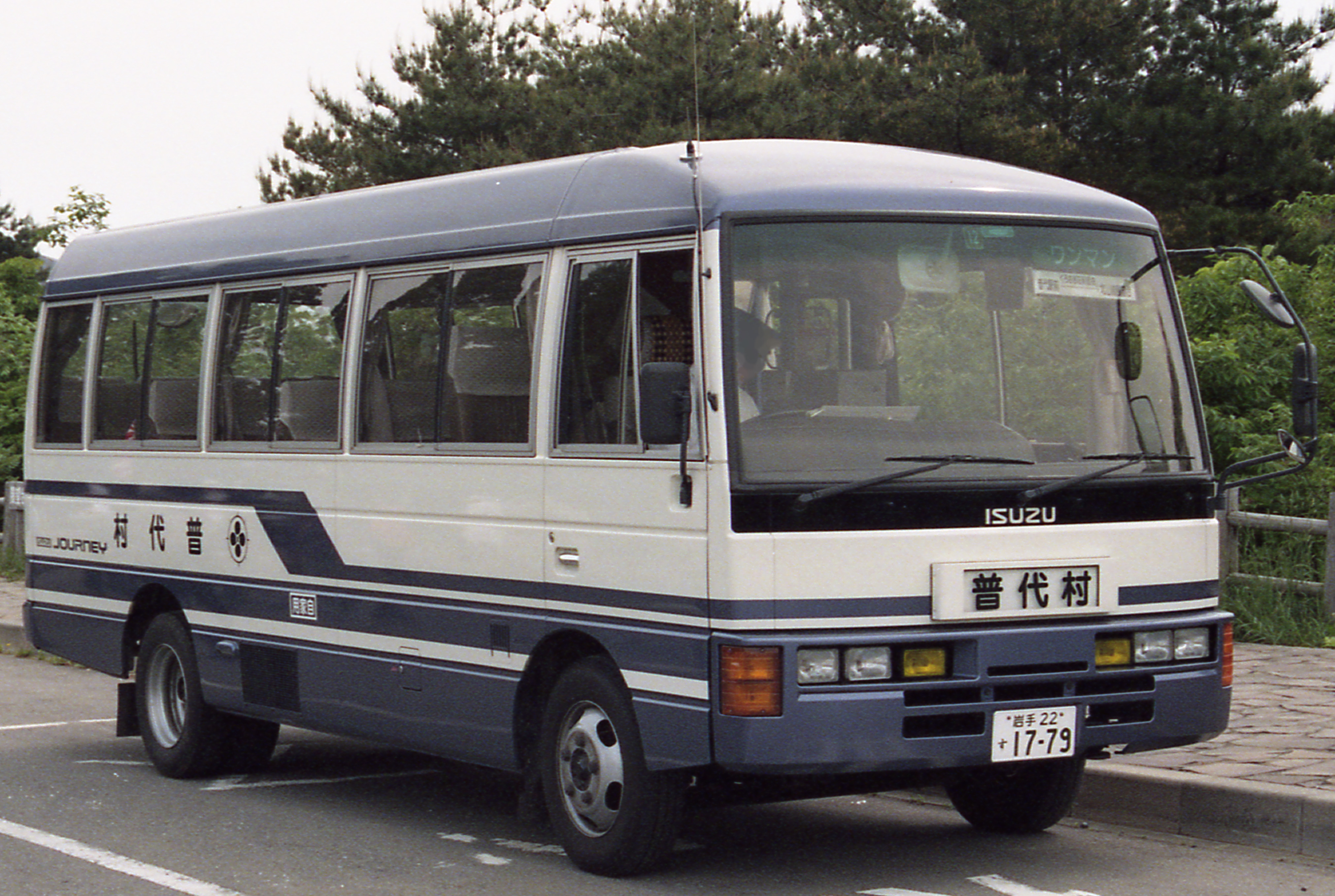
普代村営バスの車両（1998年当時）

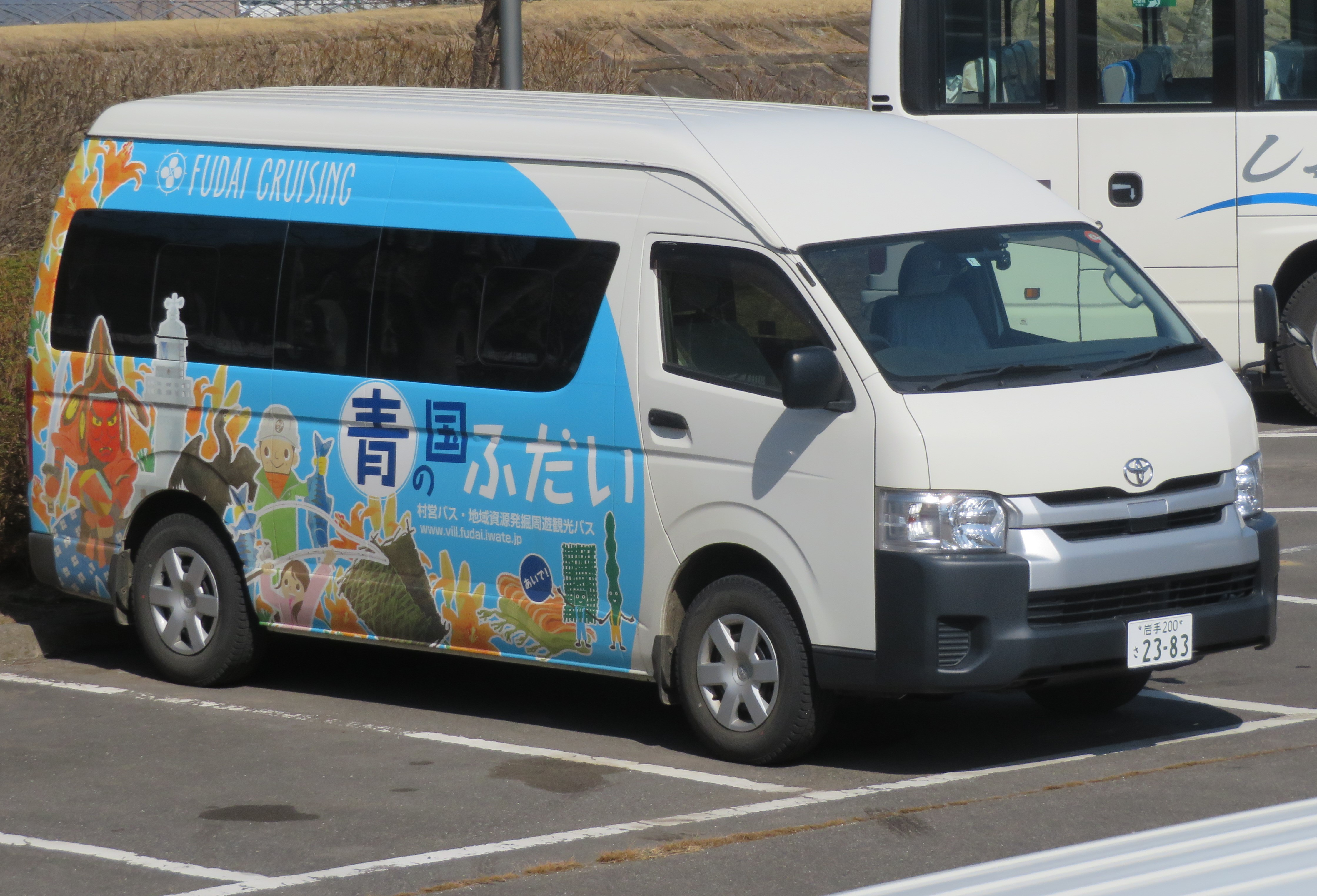
普代村営バスの車両（2022年時点）

（2019年4月1日現在）

### 一般路線
全路線、土・日・祝日は全便運休となる。

#### 黒崎線
- 普代駅前 - ふれあい交流センター前 - 黒崎入口 - 黒崎展望台 - くろさき荘前 - 南黒崎 - 北山崎入口 - 北山崎展望台
- 普代駅前 - ふれあい交流センター前 - 黒崎入口 - くろさき荘前 - 南黒崎
- 普代駅前 → ふれあい交流センター前 → 黒崎入口 → （この間、無停車） → 南黒崎
- 普代駅前 → （直行） → 北山崎入口
- 北山崎入口 → 南黒崎 → 黒崎入口 → 黒崎前浜 → ふれあい交流センター前 → 普代駅前

#### 堀内線
- 普代駅前 - ふれあい交流センター前 - 白井 - 堀内 - 堀内机

#### 鳥居線
- 普代駅前 → ふれあい交流センター前 → 力持 → 鳥居 → 鵜鳥神社前 → 鳥居 → 力持 → ふれあい交流センター前 → 普代駅前
- 普代駅前 → 鵜鳥神社前 → 鳥居 → 力持 → ふれあい交流センター前 → 普代駅前
- 普代駅前 → ふれあい交流センター前 → 力持 → 鳥居 → 鵜鳥神社前 → 普代駅前

#### 鳥茂渡線
- 普代駅前 → ふれあい交流センター前 → 落合 → 萩牛 → 芦生 → 茂市 → 芦渡 → ふれあい交流センター前 → 普代駅前

### 村内周遊観光バス
土・日・祝日は一般路線の代わりに、村内周遊観光バスが運行されている。年末年始は全便運休。※は土曜日のみ運行。
- ※普代駅前 - （直行） - 南黒崎
- 普代駅前 - くろさき荘前 - 南黒崎 - 北山崎
- 普代駅前 → 落合 → 萩牛
- 萩牛 → 芦生 → 茂市 → 芦渡 → 普代駅前
- 普代駅前 → 白井 → 堀内 → 堀内机 → 鵜鳥神社前
- 鵜鳥神社前 →  力持 → 普代駅前

## 運賃
- 全区間無料